# 크리에이션 레코드
크리에이션 레코드(Creation Records)는 알란 맥기에 의해 운영되었던 영국의 인디 레코드 레이블 회사이다. 딕 그린, 조 포스터와 함께 맥기는 1983년 이 회사를 설립했지만, 1999년 해체되었다. 회사의 이름은 그가 좋아했던 1960년대 밴드 더 크리에이션을 본 따 지어졌다. 또한 맥기, 그린, 포스터는 밴드 비프 팡 포의 멤버였는데, 이 이름 또한 더 크리에이션의 곡 중 하나였다.

## 주요 밴드 및 음악가
- 버나드 버틀러
- 모머스
- 마이 블러디 밸런타인
- 오아시스 (밴드)
- 프라이멀 스크림
- 라이드 (밴드)
- 생테티엔 (밴드)
- 슬로다이브
- 슈퍼 퍼리 애니멀스
- 틴에이지 팬클럽

## 디스코그래피
- Supersonic (오아시스의 노래)
- Shakermaker
- Live Forever
- Whatever (오아시스의 노래)
- Some Might Say
- Roll with It
- Wonderwall (노래)
- Don't Look Back in Anger
- D'You Know What I Mean?
- Stand by Me (오아시스의 노래)
- All Around the World (오아시스의 노래)
- Loveless (음반)
- Nowhere (음반)
- Going Blank Again
- Vanishing Point (프라이멀 스크림의 음반)
- Tarantula (라이드의 음반)
- Standing on the Shoulder of Giants